# حمله فینسبری پارک ۲۰۱۷
در تاریخ ۱۹ ژوئن ۲۰۱۷ یک خودرو ون شماری از نمازگزاران را در نزدیکی مسجدی در لندن زیر گرفته که در پی آن، یک‌نفر کشته و تعدادی زخمی شدند. در این خودرو ۳ سرنشین سفیدپوست بریتانیایی بود و مردم خودشان یکی از مجریان این حمله را دستگیر کردند ولی دو نفر دیگر از محل حادثه فرار کردند. در این منطقه لندن اتباع الجزایری، سومالی، یمنی و بنگالی سکونت دارند و دو مسجد نیز در این منطقه وجود دارد.